# Tanakia tanago
Tanakia tanago és una espècie de peix de la família dels ciprínids i de l'ordre dels cipriniformes.
Poden assolir els 5 cm de longitud total. Es troba al Japó.